# Калинский, Осип Фёдорович
Осип Фёдорович Калинский (1792 — 1858) — русский медик.
Уроженец Киевской губернии, воспитанник Киевской духовной академии и Санкт-Петербургской медико-хирургической. В последней с 1823 был адъюнктом по кафедре окулистики, затем терапии (до 1844), участвовал в «Военно-медицинском журнале», напечатал «Dissertatio de nova formandae pupillae methodo» (СПб., 1822); «Рецептура, или наставление сочинять правильные рецепты» (СПб., 1832); «Терапевтические записки» (СПб., 2 ч., 1842) и др.